# ロベルト・カラッソ

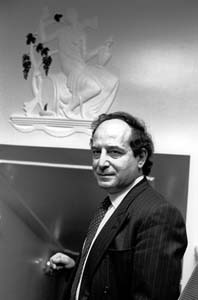
ロベルト・カラッソ (1991年)

ロベルト・カラッソ（Roberto Calasso、1941年5月30日 - 2021年7月28日）は、イタリアの作家、出版人。神話や歴史、文学や現代社会など、様々な主題を扱った一連の著作を発表。28の言語に翻訳され、29か国で出版されている。出版・編集論も残し、ミラノの出版社アデルフィ・エディツィオーニ代表として終生編集に従事した。

## 略歴
1941年、法学者の父フランチェスコ・カラッソと、文献学者だった母メリゼンダ・コディニョーラとの間に戦時下のフィレンツェに生まれる。母方の祖父は教育学者で出版人でもあったエルネスト・コディニョーラ。ローマの有名校トルクアート・タッソ高校に通ったのち、ローマ大学でマリオ・プラーツに師事。サー・トーマス・ブラウンのヒエログリフ論を扱った論文で学士号を取得。1962年、ミラノで出版社アデルフィ・エディツィオーニの創立に参加。1971年から同社編集部長、1999年以降は代表を務める。アデルフィ社で編集に従事する一方、同社から自らの作品も発表。のちに『名もなき作品』に題された十一冊に及ぶ主要著作群は、小説や評論といった枠には収まらない独特の作風で様々な主題を扱い、なかでも、ギリシア神話をめぐる代表作『カドモスとハルモニアの結婚』とボードレールの美術論を取り上げた『フォリー・ボードレール』の特装版は、挿絵に使用された美術作品等のイメージとテクストとの照応も評価されている。2016年、フォルメントール文学賞受賞。

## 交友関係
編集者であり、作家でもあるカラッソは世界中の文学者と交流があるが、本人も親友だと述べているブルース・チャトウィンとヨシフ・ブロツキーの他に、特に親しい作家としてピエール・クロソフスキー、オリヴァー・サックス、エリアス・カネッティ、ミラン・クンデラ、デレック・ウォルコット、サルマン・ラシュディが挙げられる。

## 作品
一連の主要な著作。（ ）内は主題。
- 『カシュの崩壊』（フランス革命と近代）La rovina di Kasch, Milano, Adelphi, 1983.
- 『カドモスとハルモニアの結婚』（ギリシア神話）Le nozze di Cadmo e Armonia, Milano, Adelphi, 1988;新装版, Milano, Adelphi, 2004;特装版, Milano, Adelphi, 2009.
- 『Ｋａ』（インド神話）Ka, Milano, Adelphi, 1996.
- 『Ｋ.』（フランツ・カフカ）K., Milano, Adelphi, 2002.
- 『ティエポロのばら色』（ジャンバッティスタ・ティエポロ）Il rosa Tiepolo, Milano, Adelphi, 2006.
- 『フォリー・ボードレール』（ボードレールとフランス絵画）La Folie Baudelaire, Milano, Adelphi, 2008;特装版, Milano, Adelphi, 2012.
- 『情火』（ヴェーダ）L'ardore, Milano, Adelphi, 2010.
- 『天空の狩人』（狩猟）Il Cacciatore Celeste, Milano, Adelphi, 2016.
- 『名無しの現状』（現代社会）L'innominabile attuale, Milano, Adelphi, 2017.
- 『あらゆる書物からなる書物』（聖書）Il libro di tutti i libri, Milano, Adelphi, 2019.
- 『天命の書板』（メソポタミア神話）La tavoletta dei destini, Milano, Adelphi, 2020.

論考や解題等のその他の著作。
- 『不純な狂人』（小説）L'impuro folle, Milano, Adelphi, 1974.
- 『四十九段』（初期論考集）I quarantanove gradini, Milano, Adelphi, 1991.
- 『曲がりくねった小路』（ブルース・チャトウィン写真集監修・解題）Sentieri tortuosi. Bruce Chatwin fotografo. La fotografia vista da Roberto Calasso, Milano, Adelphi, 1998.
- 『文学と神々』（講演録）La letteratura e gli dèi, Milano, Adelphi, 2001.（バグッダ賞、ヴィアレッジョ賞特別賞受賞）
- 『見知らぬ人への百通の手紙』（アデルフィ社刊行物の紹介文）Cento lettere a uno sconosciuto, Milano, Adelphi, 2003.
- 『ニュンペのもたらす狂気』（論考集）La follia che viene dalle Ninfe, Milano, Adelphi, 2005.
- 『出版社の刻印』（出版業に関する論考集）L'impronta dell'editore, Milano, Adelphi 2013.
- 『サー・トーマス・ブラウンのヒエログリフ』（卒業論文の増補版）I geroglifici di Sir Thomas Browne, Milano, Adelphi 2018.
- 『書架をいかに整理するか』（論考集）Come ordinare una biblioteca, Milano, Adelphi, 2020.
- 『アメリカの幻覚』（映画論）Allucinazioni americane, Milano, Adelphi, 2021.
- 『メメ・シャンカ』（幼少期の回想）Memè Scianca, Milano, Adelphi, 2021.
- 『ボビ』（ロベルト・バズレン）Bobi, Milano, Adelphi, 2021.
- 『ボードレールにのみ見出されること』（ボードレール）Ciò che si trova solo in Baudelaire, Milano, Adelphi, 2021.
- 『“仔羊”の眼前で』（黙示録の仔羊）Sotto gli occhi dell’Agnello, Milano, Adelphi, 2022.
- 『森の獣』（カフカ後期短編）L’animale della foresta, Milano, Adelphi, 2023.
- 『名もなき作品』（主要著作群の自註）Opera senza nome, Milano, Adelphi, 2024.

（『カドモスとハルモニアの結婚』を除き、邦題はいずれも仮題。）

## 日本語訳
『カドモスとハルモニアの結婚』、訳=東暑子、解説=岡田温司、河出書房新社、2015年。